# Plagiogramma arciger
Plagiogramma arciger är en skalbaggsart som först beskrevs av Sylvain Auguste de Marseul 1854.  Plagiogramma arciger ingår i släktet Plagiogramma och familjen stumpbaggar. Inga underarter finns listade i Catalogue of Life.